# 뉴욕 볼러스
뉴욕 볼러스(New York Ballers)는 미국 뉴욕주 뉴욕를 연고지로 하는 JBA  소속 농구 팀이다.